# SN 1992Q
SN 1992Q – supernowa odkryta 7 kwietnia 1992 roku w galaktyce A121101-0152. W momencie odkrycia miała maksymalną jasność 18,50m.